# Mühlenstraße 23 (Quedlinburg)

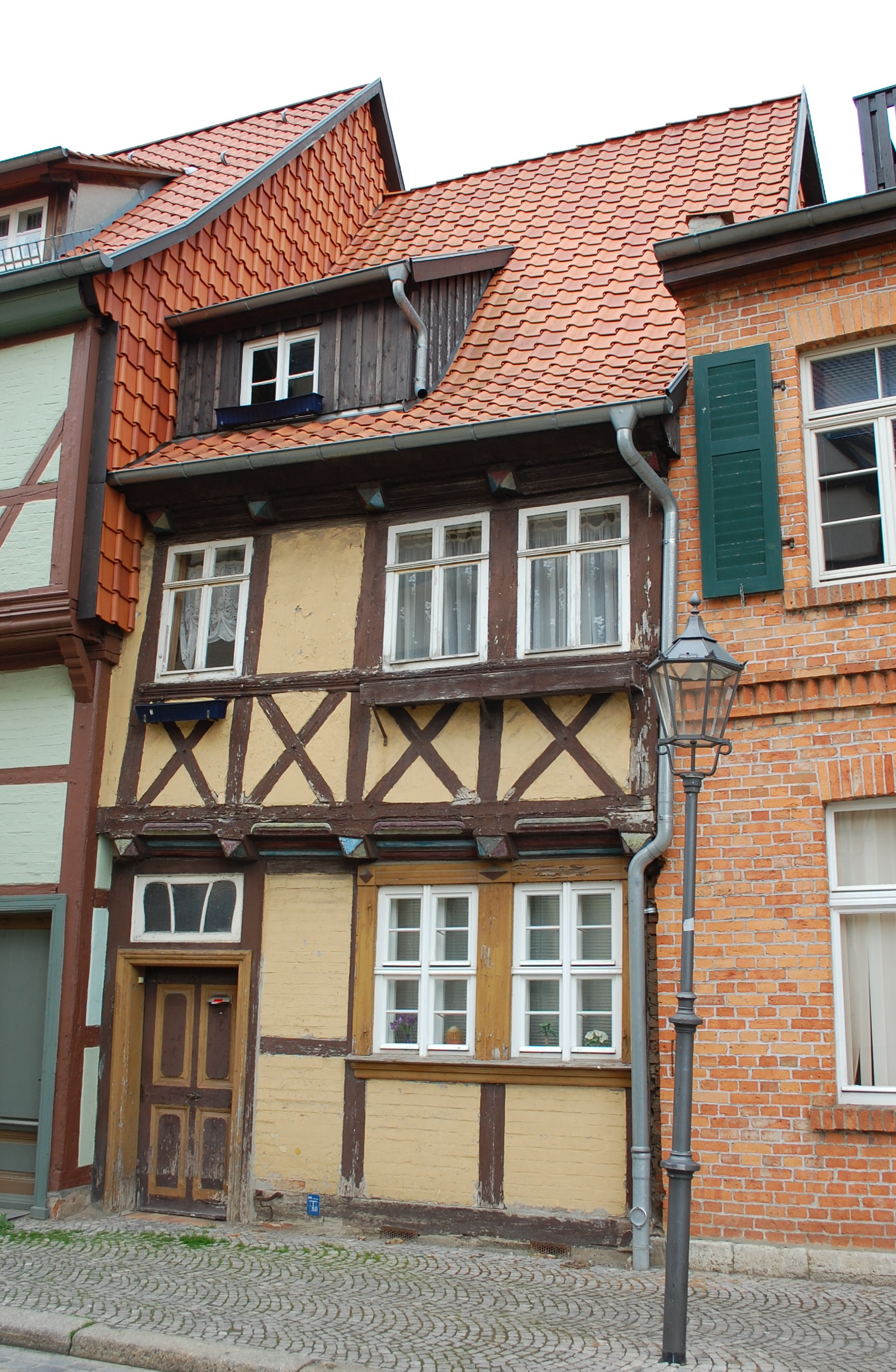
Mühlenstraße 23

Das Haus Mühlenstraße 23 ist ein denkmalgeschütztes Gebäude in der Stadt Quedlinburg in Sachsen-Anhalt.
Es befindet sich südwestlich des Quedlinburger Schloßbergs auf der Südseite der Mühlenstraße. Das Haus ist im Quedlinburger Denkmalverzeichnis eingetragen und gehört zum UNESCO-Weltkulturerbe. Östlich grenzt das gleichfalls denkmalgeschützte Haus Mühlenstraße 22 an.

## Architektur und Geschichte
Das kleine zweigeschossige Fachwerkhaus entstand in der Zeit um 1680. Die Fachwerkfassade des Wohnhauses weist für die Bauzeit typische Verzierungen auf. So finden sich sowohl an der Stock- als auch an der Dachschwelle Pyramidenbalkenköpfe. Im Bereich des Fachwerks an der Brüstung des oberen Geschosses sind Andreaskreuze eingearbeitet. Die Haustür ist im barocken Stil und verfügt über ein Oberlicht. Die Rahmungen der Fenster stammen aus der Zeit um 1840.